# Lepanthes minutilabia
Lepanthes minutilabia är en orkidéart som beskrevs av Oakes Ames och Charles Schweinfurth. Lepanthes minutilabia ingår i släktet Lepanthes och familjen orkidéer.
Artens utbredningsområde är Costa Rica. Inga underarter finns listade i Catalogue of Life.